# Unterseeboot 792
L'Unterseeboot 792 ou U-792 est un sous-marin côtier allemand (U-Boot) de type XVIIA utilisé par la Kriegsmarine pendant la Seconde Guerre mondiale.
Le sous-marin est commandé le 19 juin 1942 à Hambourg (Blohm & Voss), sa quille posée le 1er décembre 1942, il est lancé le 28 septembre 1943 et mis en service le 16 novembre 1943, sous le commandement du Leutnant zur See Horst Heitz.
L'U-792 n'effectue aucune patrouille de guerre, par conséquent il n'endommage ni ne coule aucun navire.
Il est sabordé en mai 1945.

## Conception
Unterseeboot type XVIIA, l'U-792 avait un déplacement de 277 tonnes tonnes en surface et 309 tonnes tonnes en plongée. Il avait une longueur totale de 39,05 m, un maître-bau de 4,50 m et un tirant d'eau de 4,30 m. Le sous-marin était propulsé par une hélice de 1,23 m, un moteur Diesel Deutz SAA SM517 de 8 cylindres en ligne de 210 ch, produisant un total de 150 kW en surface, d'un moteur électrique AEG Maschine AWT98 77 PS de 76 ch, produisant un total 57 kW en plongée et deux turbines à gaz Walter à peroxyde de 4 900 ch. Le sous-marin avait une vitesse en surface de 9 nœuds (16,6 km/h) et une vitesse de 25 nœuds (46 km/h) en plongée. Immergé, il avait un rayon d'action de 127 milles marins (235 km) à 20 nœuds (37 km/h, 23 milles par heure). En surface, son rayon d'action était de 2 910 milles milles nautiques (soit 4 700 km) à 9 nœuds (17 km/h).
 L'U-792 était équipé de deux tubes lance-torpilles (montés à l'avant) de 53,3 cm qui contenait quatre torpilles. Son équipage comprenait 12 hommes.

## Historique
L'U-792 sert de navire d'essais pendant toute sa carrière ; il est affecté dans la 5. Unterseebootsflottille, 8. Unterseebootsflottille et retourne dans la 5. Unterseebootsflottille jusqu'à son sabordage.
Le 2 août 1943, l'U-792 est endommagé lors d'un bombardement de la RAF sur Hambourg. Il est alors en cours de construction.
En juin 1944, pendant des essais, il atteint la vitesse de 25 nœuds en plongée. Peu de temps après, il est endommagé lors d'une collision ; il est en réparation jusqu'à début mai 1945.
Le 4 mai 1945 à 1 h 30, il est sabordé dans le Canal de Kiel, à la position 54° 19′ N, 9° 43′ E.
Il est renfloué le 26 mai 1945, puis dirigé vers Kiel au quai des chantiers navals de Howaldtswerke.
Il est possible que l'U-792 ait été utilisé par la Royal Navy en 1947.

## Affectations
- 5. Unterseebootsflottille du 16 novembre 1943 au 30 novembre 1943 (navire d'essais).
- 8. Unterseebootsflottille du 1er décembre 1943 au 15 février 1945 (navire d'essais).
- 5. Unterseebootsflottille du 16 février 1945 au 4 mai 1945 (navire d'essais).

## Commandement
- Oberleutnant zur See Horst Heitz du 16 novembre 1943 à décembre 1944.
- Oberleutnant zur See Hans Diederich Duis de décembre 1944 au 4 mai 1945.